# Catharina Nyqvist Ehrnrooth
Catharina Maria Louise Nyqvist Ehrnrooth, ogift Ehrnrooth, född 1 april 1969 i Esbo, Finland, är en finländsk-svensk scenograf och produktionsdesigner.

## Biografi
Nyqvist Ehrnrooth är dotter till Johan Ehrnrooth och Kristel Airas. Efter gymnasium i Finland kom Catharina Nyqvist Ehrnrooth till Sverige för utbildning vid Dramatiska institutet och Stockholms universitet. Hon har arbetat med TV- och filmproduktioner som Rederiet (1992), Livet i 8 bitar (2002), Drottningoffret (2010–2011), Coacherna (2012) och  Britt-Marie var här (2019). Vid Guldbaggegalan 2024 fick hon pris för Guldbaggen för bästa produktionsdesign för sitt arbete med Paradiset brinner.
Hon var gift med skådespelaren Michael Nyqvist från 1998 till hans död 2017. De fick en son tillsammans (född 1996).

## Filmografi i urval

### Scenograf
- 2001 – Reparation
- 2002 – Livet i 8 bitar
- 2002 – En av oss
- 2003 – Utan dig
- 2003 – Föräldramötet
- 2004 – Babylonsjukan
- 2005 – Rubinbröllop
- 2006 – Kronprinsessan (TV-serie)
- 2006 – Fritt fall
- 2006 – Brevbärarens hemlighet
- 2008 – Rosa: The Movie
- 2008 – Kungamordet
- 2010 – Drottningoffret
- 2012 – Blondie
- 2013 – Hotell
- 2015 – Det vita folket
- 2019 – Britt-Marie var här

### Produktionsledare
- Åka svart

### Produktionsdesign
- 1992 – Rederiet (TV-serie)
- 1998 – Det går en ängel runt vårt hus
- 1999 – God jul
- 2002 – K-G i nöd och lust
- 2009 – Flugten
- 2010 – Drottningoffret
- 2009 – Apan
- 2012 – Blondie
- 2012 – Coacherna (TV-serie)

### Scenografiassistent och rekvisitör
- 1996 – Bengbulan

### Övrig medarbetare
- 1994 – Ingen som Du